# My Name is Oliver Queen
My Name is Oliver Queen es el vigésimo tercer episodio y final de la tercera temporada y sexagésimo noveno episodio a lo largo de la serie de televisión estadounidense de drama y ciencia ficción, Arrow. El episodio fue escrito por Marc Guggenheim y Jake Coburn, basados en la historia de Greg Berlanti & Andrew Kreisberg y dirigido por John Behring. Fue estrenado el 13 de mayo de 2015 en Estados Unidos por la cadena The CW.

## Elenco
- Stephen Amell como Oliver Queen/la Flecha.
- Katie Cassidy como Laurel Lance/Canario Negro.
- David Ramsey como John Diggle.
- Willa Holland como Thea Queen.
- Emily Bett Rickards como Felicity Smoak.
- Colton Haynes como Roy Harper/Arsenal.
- John Barrowman como Malcolm Merlyn/Arquero Oscuro.
- Paul Blackthorne como el capitán Quentin Lance.

## Continuidad
- Este episodio es el final de la tercera temporada de la serie.

## Desarrollo

### Producción
La producción de este episodio comenzó el 27 de marzo y terminó el 7 de abril de 2015.

### Filmación
El episodio fue filmado del 8 de abril al 17 de abril de 2015.